# Paracentropogon

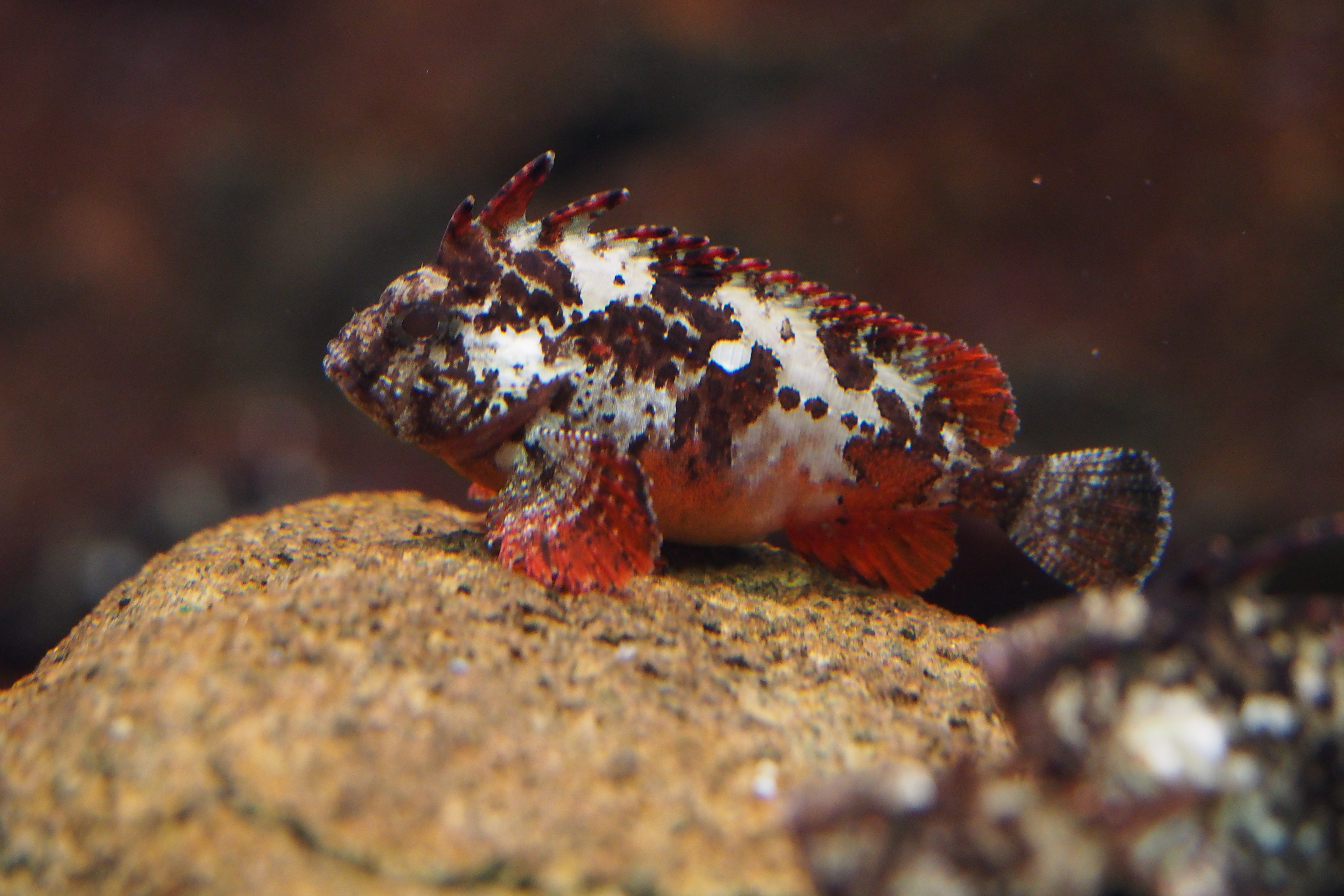
Paracentropogon rubripinnis fotografiat al Japó

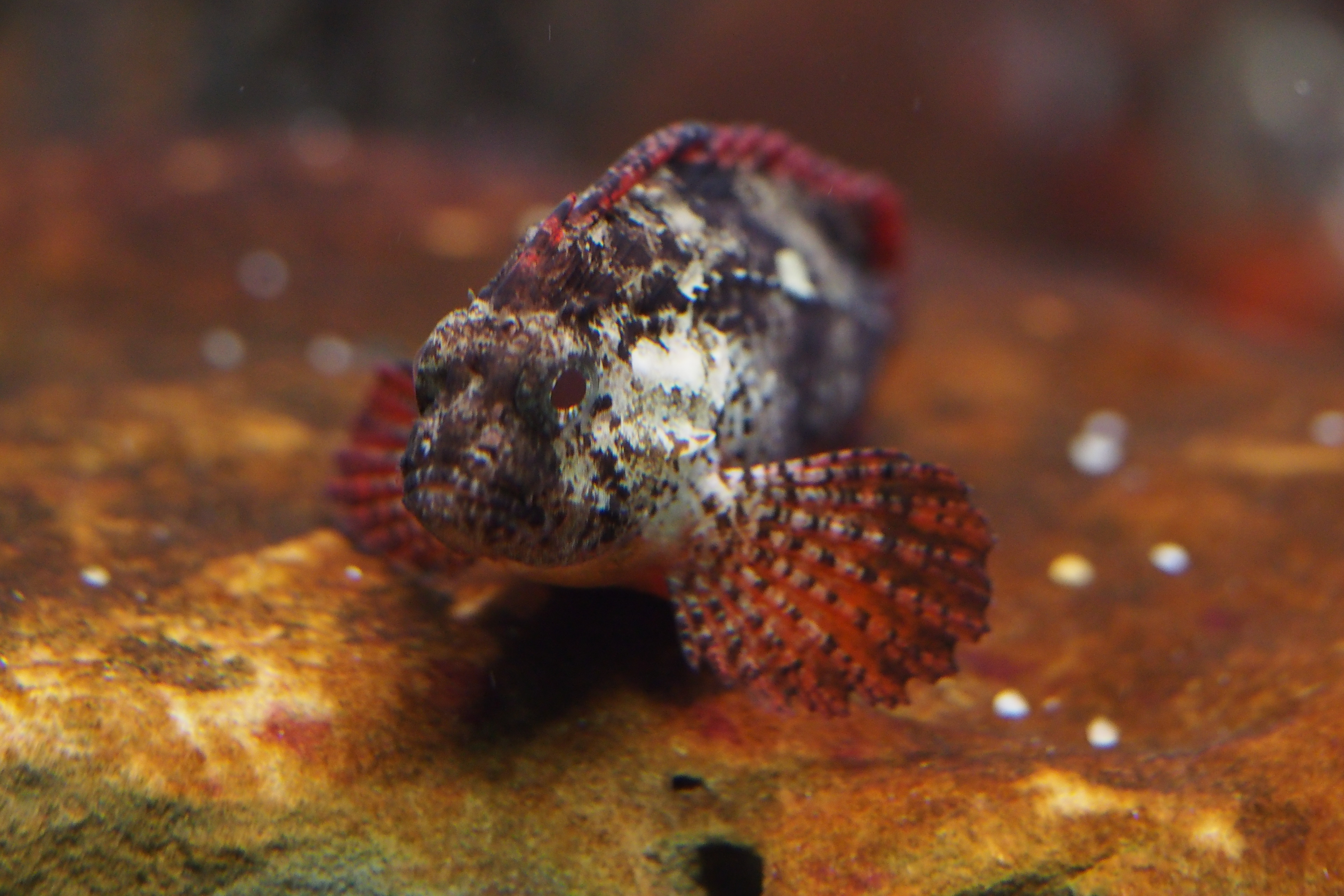
Paracentropogon rubripinnis

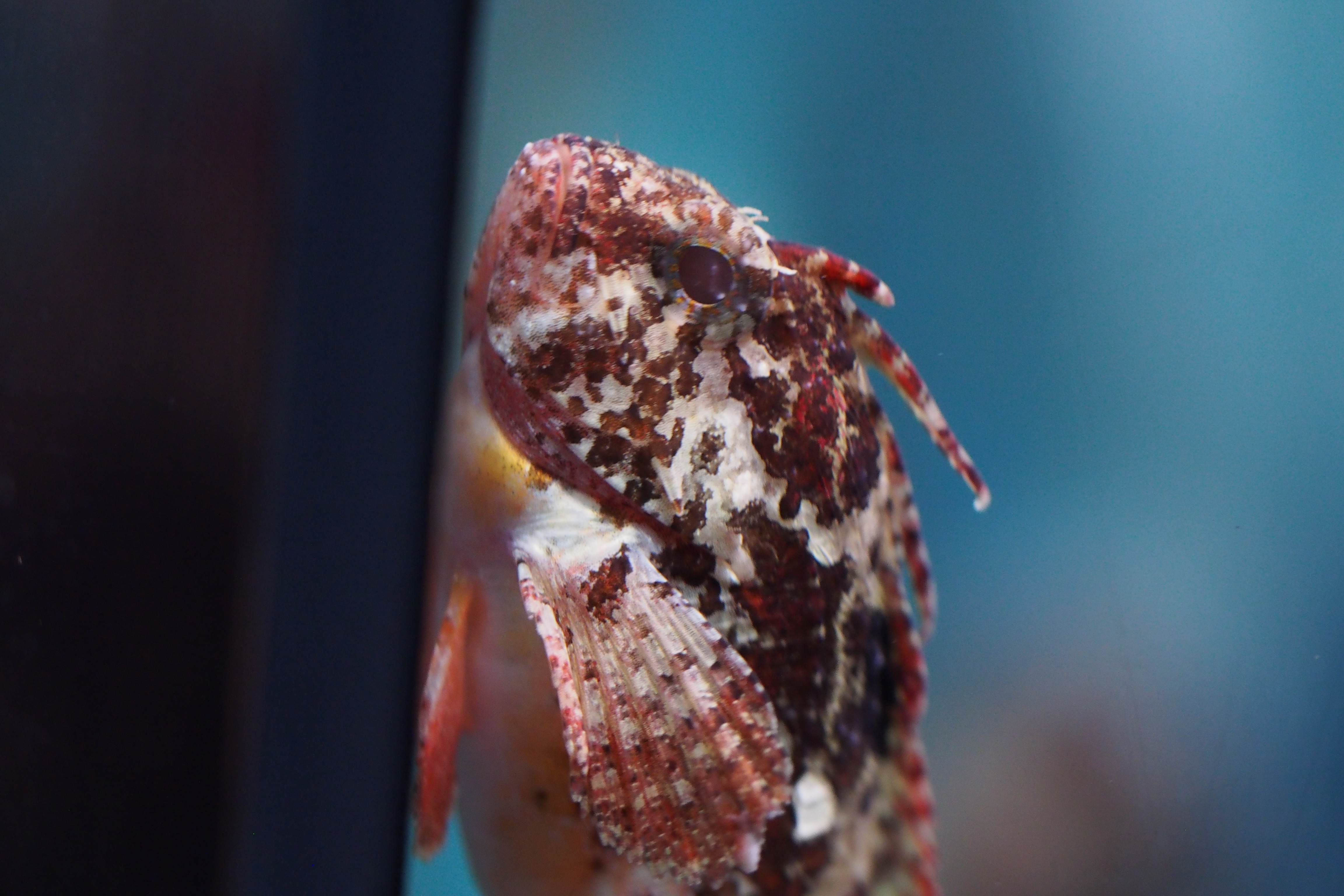
Paracentropogon rubripinnis

Paracentropogon és un gènere de peixos pertanyent a la família dels tetrarògids i a l'ordre dels escorpeniformes.

## Etimologia
Paracentropogon deriva dels mots grecs παρά (para; al costat de, prop), κέντρον (kéntron; fibló) i pogon (barba).

## Hàbitat i distribució geogràfica
Es troba a la conca Indo-Pacífica (des del sud de l'Índia fins al sud de la Xina -incloent-hi, Hong Kong-, Nova Caledònia, Maurici, les illes Seychelles, Tailàndia, Singapur, el Vietnam, el mar de la Xina Meridional, Taiwan, Indonèsia -com ara, Lombok, Borneo, Buru, Seram, Ambon, Cèlebes i Papua Occidental-, el mar de Banda, Papua Nova Guinea, les illes Filipines, el mar del Corall, la Gran Barrera de Corall i Austràlia -Austràlia Occidental, incloent-hi la badia de Shark i l'arxipèlag Dampier, el Territori del Nord i Queensland-) i al Pacífic nord-occidental (el sud del Japó -com ara, les prefectures de Miyazaki, Ehime i Kagoshima-, el sud de la península de Corea -Corea del Sud- i el corrent de Kuroshio).

## Cladograma
| Paracentropogon (Bleeker, 1876) | \| \| Paracentropogon longispinis (Cuvier, 1829)[42] \| \| \| \| \| \| Paracentropogon rubripinnis (Temminck i Schlegel, 1843)[43] \| \| \| \| \| \| Paracentropogon vespa (Ogilby, 1910)[44] \| \| \| \| \| \| Paracentropogon zonatus (Weber, 1913)[45][46][47] \| \| \| \| |
|                                 | \| \| Paracentropogon longispinis (Cuvier, 1829)[42] \| \| \| \| \| \| Paracentropogon rubripinnis (Temminck i Schlegel, 1843)[43] \| \| \| \| \| \| Paracentropogon vespa (Ogilby, 1910)[44] \| \| \| \| \| \| Paracentropogon zonatus (Weber, 1913)[45][46][47] \| \| \| \| |
|                                 | Ablabys |
|                                 | |
|                                 | Centropogon |
|                                 | |
|                                 | Coccotropsis |
|                                 | |
|                                 | Cottapistus |
|                                 | |
|                                 | Glyptauchen |
|                                 | |
|                                 | Gymnapistes |
|                                 | |
|                                 | Liocranium |
|                                 | |
|                                 | Neocentropogon |
|                                 | |
|                                 | Neovespicula |
|                                 | |
|                                 | Notesthes |
|                                 | |
|                                 | Ocosia |
|                                 | |
|                                 | Pseudovespicula |
|                                 | |
|                                 | Richardsonichthys |
|                                 | |
|                                 | Snyderina |
|                                 | |
|                                 | Tetraroge |
|                                 | |
|                                 | Vespicula |
|                                 | |
|                                 | Paracentropogon longispinis (Cuvier, 1829) |
|                                 | |
|                                 | Paracentropogon rubripinnis (Temminck i Schlegel, 1843) |
|                                 | |
|                                 | Paracentropogon vespa (Ogilby, 1910) |
|                                 | |
|                                 | Paracentropogon zonatus (Weber, 1913) |
|                                 | |

|  | Paracentropogon longispinis (Cuvier, 1829)              |
|  |                                                         |
|  | Paracentropogon rubripinnis (Temminck i Schlegel, 1843) |
|  |                                                         |
|  | Paracentropogon vespa (Ogilby, 1910)                    |
|  |                                                         |
|  | Paracentropogon zonatus (Weber, 1913)                   |
|  |                                                         |

## Estat de conservació
Paracentropogon vespa n'és l'única espècie que apareix a la Llista Vermella de la UICN.